# Wahlbezirk Böhmen 104
Der Wahlbezirk Böhmen 104 war ein Wahlkreis für die Wahlen zum Abgeordnetenhaus im österreichischen Kronland Böhmen. Der Wahlbezirk wurde 1907 mit der Einführung der Reichsratswahlordnung geschaffen und bestand bis zum Zusammenbruch der Habsburgermonarchie.

## Geschichte
Nachdem der Reichsrat im Herbst 1906 das allgemeine, gleiche, geheime und direkte Männerwahlrecht beschlossen hatte, wurde mit 26. Jänner 1907 die große Wahlrechtsreform durch Sanktionierung von Kaiser Franz Joseph I. gültig. Mit der neuen Reichsratswahlordnung schuf man insgesamt 516 Wahlbezirke mit je einem zu wählenden Abgeordneten, die durch Direktwahl mit allfälliger Stichwahl bestimmt wurden. Der Wahlkreis Böhmen 104 umfasste die Gerichtsbezirke Gablonz, Tannwald und  Rochlitz sowie die Gemeinde Bösching (aus dem Gerichtsbezirk Turnau), ohne die Städte Rochlitz an der Iser (Wahlbezirk Böhmen 96) bzw. Gablonz und Tannwald (Wahlbezirk Böhmen 77). Aus der Reichsratswahl 1907 ging der Sozialdemokrat Josef Barth als Sieger hervor, der jedoch bereits 1910 verstarb. Bei der Reichsratsersatzwahl konnte sich 1910 Adolf Glöckner durchsetzen. Er wurde bei der Reichsratswahl 1911 von Adam Fahrner von der Deutschen Arbeiterpartei abgelöst.

## Wahlergebnisse

### Reichsratswahl 1907
Die Reichsratswahl 1907 wurde am 14. Mai 1907 (erster Wahlgang) durchgeführt. Die Stichwahl entfiel auf Grund der absoluten Mehrheit von Josef Barth im ersten Wahlgang.
| Kandidat                                                                      | Partei                                                   | Wahlkreis- stimmen | Prozent |
| ----------------------------------------------------------------------------- | -------------------------------------------------------- | ------------------ | ------- |
| Josef Barth                                                                   | Sozialdemokratische Partei                               | 5717               | 58,6 %  |
| Gustav Preußler                                                               | Freialldeutsche Partei                                   | 2896               | 29,7 %  |
| Wenzel Enge                                                                   | Deutschnationale Arbeiterpartei                          | 649                | 6,7 %   |
| Franz Kovařovic                                                               | Tschechischer Zählkandidat (Tschechisch National-Sozial) | 259                | 2,7 %   |
| Albert Geßmann                                                                | Christlichsoziale Partei                                 | 218                | 2,2 %   |
|                                                                               | Sonstige Parteien                                        | 19                 | 0,2 %   |
| Wahlberechtigte: 11.723, Ungültige/Leere Stimmen: 50, Wahlbeteiligung: 83,7 % |                                                          |                    |         |

### Reichsratsersatzwahl 1910
Die Reichsratsersatzwahl 1910 wurde am 15. September 1910 (erster Wahlgang) sowie am 26. September 1911 (Stichwahl) durchgeführt.

#### Erster Wahlgang
| Kandidat                                                                     | Partei                     | Wahlkreis- stimmen | Prozent |
| ---------------------------------------------------------------------------- | -------------------------- | ------------------ | ------- |
| Raimund Trübenacker                                                          | Sozialdemokratische Partei | 4775               | 46,6 %  |
| Adolf Glöckner                                                               | Deutschradikale Partei     | 3743               | 36,5 %  |
| Wilhelm Prediger                                                             | Deutsche Arbeiterpartei    | 1724               | 16,8 %  |
|                                                                              | Sonstige Parteien          | 13                 | 0,1 %   |
| Wahlberechtigte: 12.888, Ungültige/Leere Stimmen: 34, Wahlbeteiligung:79,8 % |                            |                    |         |

#### Stichwahl
| Kandidat                                                                      | Partei                     | Wahlkreis- stimmen | Prozent |
| ----------------------------------------------------------------------------- | -------------------------- | ------------------ | ------- |
| Adolf Glöckner                                                                | Deutschradikale Partei     | 6189               | 54,9 %  |
| Raimund Trübenacker                                                           | Sozialdemokratische Partei | 5085               | 45,1 %  |
| Wahlberechtigte: 12.888, Ungültige/Leere Stimmen: 52, Wahlbeteiligung: 92,2 % |                            |                    |         |

### Reichsratswahl 1911
Die Reichsratswahl 1911 wurde am 13. Juni
1911 durchgeführt. Die Stichwahl entfiel auf Grund der absoluten Mehrheit von Adam Fahrner im ersten Wahlgang.
| Kandidat                                                                      | Partei                     | Wahlkreis- stimmen | Prozent |
| ----------------------------------------------------------------------------- | -------------------------- | ------------------ | ------- |
| Adam Fahrner                                                                  | Deutsche Arbeiterpartei    | 5930               | 55,3 %  |
| Raimund Trübenecker                                                           | Sozialdemokratische Partei | 4698               | 43,8 %  |
| Franz Habel                                                                   | Christlichsoziale Partei   | 86                 | 0,8 %   |
|                                                                               | Sonstige Parteien          | 6                  | 0,1 %   |
| Wahlberechtigte: 12.434, Ungültige/Leere Stimmen: 82, Wahlbeteiligung: 86,9 % |                            |                    |         |